# Cotesia hanshouensis
Cotesia hanshouensis är en stekelart som först beskrevs av You och Xiong 1983.  Cotesia hanshouensis ingår i släktet Cotesia och familjen bracksteklar. Inga underarter finns listade i Catalogue of Life.